# Kawaguchi Akira
Akira Kawaguchi (sinh ngày 24 tháng 1 năm 1967) là một cầu thủ bóng đá người Nhật Bản.

## Sự nghiệp câu lạc bộ
Akira Kawaguchi đã từng chơi cho Ẽfini Sapporo, Sanfrecce Hiroshima, Nagoya Grampus Eight và Fukushima FC.